# 牧嗣人
牧 嗣人（まき つぐんど、1903年6月2日 - 1987年1月13日）は、日本のバス歌手、俳優である。

## 人物・来歴
1903年（明治36年）6月2日、大分県にうまれる。
大阪に出て、関西学院大学神学部に入学するが中退し、外山国彦に師事した。東京高等音楽学院（現在の国立音楽大学）に入学、卒業後、山田耕筰に師事した。
1930年代（昭和初年）、フランスに渡り、俳優に転向、マルセル・レルビエやクリスチャン＝ジャック、フランス時代のロバート・シオドマクの作品に出演した。フランス映画『Macao, l'enfer du jeu』やドイツ映画に出演している。
1940年（昭和15年）には帰国し、東宝映画に2作出演、いずれも歌う役である。
1945年（昭和20年）8月15日、42歳で第二次世界大戦の終戦を迎える。40歳代後半の1950年代には、フランス時代と同様、歌手と関係のない役で映画に出演している。同時期に開始されるテレビコマーシャルで、『不二家パラソルチョコレート』（不二家）等のコマーシャルソングを歌い、テレビ映画にも出演した。。
1987年（昭和62年）1月13日、死去した。満83歳没。

## フィルモグラフィ
- La fusée、監督ジャック・ナタンソン、1933年、フランス - Un délégué役
- フロウ氏の犯罪 Mister Flow、監督ロバート・シオドマク、1936年、フランス - Maki役
- 流血船エルシノア Les mutinés de l'Elseneur、監督ピエール・シュナール、1936年、フランス
- 美しき青春 Hélène、監督ジャン・ブノワ＝レヴィ、1936年、フランス - Tsjundo Maki名義、L'étudiant japonais役
- 背信 Forfaiture、監督マルセル・レルビエ、1937年、フランス - Su-Hong役
- 列車怪盗事件 Les pirates du rail、監督クリスチャン＝ジャック、1938年、フランス - Le gardien de la pagode役
- 親子鯨、監督斎藤寅次郎、東宝映画京都撮影所、1940年 - 歌う水兵役
- 指導物語、監督熊谷久虎、音楽早坂文雄、東宝映画東京撮影所、1941年10月4日 - 独唱
- マカオ Macao, l'enfer du jeu、監督ジャン・ドラノア、1942年、フランス - Maki名義、（早川雪洲が演じる）"Ying Tchaï"の秘書役[2]
- 幸福の25歳 Vingt-cinq ans de bonheur、監督ルネ・ジャイエ、1943年、フランス
- 遙かなり母の国、監督伊藤大輔、大映東京撮影所、1950年 - 篠原伝役
- 女次郎長ワクワク道中、監督斎藤寅次郎、1951年
- 脱線三銃士、監督千葉胤文、新東宝、1958年 - タクシー会社社長役
- 再会、テレビ映画、脚本青江舜二郎、NHKテレビ、1958年5月16日
- 変わらぬものは変わらない、テレビ映画、ラジオ東京テレビ、1960年7月17日
- 女は探がせ、テレビ映画、脚本西川清之、フジテレビジョン、1960年10月9日
- 青い目の蝶々さん My Geisha、監督ジャック・カーディフ、パラマウント映画、1962年、アメリカ合衆国 - Shiga役
- 黒薔薇昇天、日活、1975年
- 破れ新九郎 第13話「激闘!えんま長屋の合戦」、テレビ朝日、1978年 - 僧侶役

## 註
1. 1 2  #外部リンク欄のInternet Movie Databaseの当該リンク先の記述を参照。二重リンクを省く。
2. 1 2  “Gambling Hell (1942) / Macao, l'enfer du jeu” (英語). IMDb. 2024年5月10日閲覧。
3. 1 2 3  #外部リンク欄の日本映画データベースの当該リンク先の記述を参照。二重リンクを省く。